# Procuratore generale d'Aragona
Il procuratore generale d'Aragona è un'istituzione medievale della Corona d'Aragona. La persona che ricopriva questa carica rappresentava a tutti gli effetti il re della Corona d'Aragona.
Un buon esempio dell'importanza della funzione giudiziaria conferita a questa istituzione è il fatto che nel suo esercizio il Procuratore generale è stato consigliato dal cosiddetto Consiglio del Procuratore.
Dopo un primo periodo in cui le prerogative del Procuratore generale non erano ben definite, nel 1309 fu stabilito che sarebbe stato nominato un unico Procuratore generale per l'intera Corona d'Aragona. Dal 1302 quando Don Jaime, il primogenito del re Jaime II, fu nominato procuratore generale, a soli 6 anni, l'incarico di questo ufficio fu assegnato al successore della corona, normalmente il primogenito del re.
Nelle parole di José María de Francisco Olmos:
In ciascuno dei regni della Corona d'Aragona, il Procuratore generale era rappresentato dal Procuratore reale.
Dal 1363 fu ribattezzato Governatore generale.